# Labanotation
Labanotation er en måde og et sprog, der noterer alle slags bevægelser. Skabt af Rudolf Laban og og bruges af bl.a. dansere og atleter. 